# Bill Shorten
William Richard Shorten, dit Bill Shorten, né le 12 mai 1967 à Melbourne, est un homme politique australien. Membre du Parti travailliste, qu'il dirige de 2013 à 2019, il siège à la Chambre des représentants de 2007 jusqu'en 2025 pour la circonscription de Maribyrnong.

## Biographie
Shorten prend la direction de l'influent Syndicat des travailleurs australiens en 2001. Issu de l'aile droite d'orientation centriste du Parti travailliste, il est élu membre de la Chambre des représentants lors des élections fédérales de 2007.
Brièvement ministre de l'Éducation dans le second gouvernement de Kevin Rudd en 2013, il devient chef de l'opposition parlementaire lorsque les travaillistes perdent les élections fédérales. Il mène ainsi le parti aux élections de 2016 et de 2019. Après son échec surprise à ces dernières élections, il annonce sa démission de la tête du Parti travailliste. Il est remplacé par Anthony Albanese.